# Progressbar95
O Progressbar95 é um jogo grátis para celular Android ou iOS (iPhone e iPad) que apela para a nostalgia de usuários de antigos sistemas operacionais, como o Windows 95 e Windows 98.

## Jogabilidade
Sua jogabilidade é bem simples, pois só exige uma das mãos para tocar na tela enquanto guia uma barra de progresso que precisa ser preenchida até 100%. No entanto, o jogo tem várias fases, obstáculos e opções de upgrade que mantêm a experiência interessante. Confira, no tutorial abaixo, como jogar Progressbar95 para transformar seu smartphone em um antigo computador.

### Blocos de dados
Há vários tipos de blocos diferentes que caem do topo da tela.  O jogador deve obter, em geral, os blocos azuis – seja o azul-escuro, que adiciona 5% de progresso, ou o azul claro, que pode oferecer mais progresso como bônus. Quanto mais progresso se obtém, mais difícil a tarefa se torna. Isso porque é necessário que os blocos entrem em contato com a parte vazia da barra de progresso. Caso o jogador preencha toda a barra com blocos azuis, recebe um bônus por ser perfeccionista.

### Upgrades e sistemas operacionais
Ao final da fase, jogadores recebem uma pontuação baseada em sua performance, como quantos blocos azuis conseguiram pegar e se completaram a barra sem nenhum bloco amarelo. Essa pontuação, por sua vez, desbloqueia papéis de parede e upgrades para o seu "computador" retrô, como um processador mais rápido, mais memória RAM, uma placa de vídeo melhor ou um HDD com mais espaço para armazenamento.

### Inimigos
Durante o jogo, há vários tipos de obstáculos que tentam impedir o progresso do usuário e a maioria deles aparece em formato de algum tipo de janela. Para se livrar deles, basta clicar em botões para fechar as janelas. No entanto, isso deixará a barra de progresso vulnerável por alguns instantes. Alguns dos inimigos podem ser tão mortais quanto o bloco vermelho, como o mascote Clippy com uma bomba.

### Desfragmentação
Como mencionado antes, ao pegar blocos amarelos, o jogador perde o bônus por perfeccionismo, mas pode se salvar ao usar a "Desfragmentação". Ao utilizar o power-up, é necessário um tempo de recarga antes de ser possível invocá-lo novamente. No modo de desfragmentação, basta ficar atento para quando o progresso, indicado pelos blocos azuis, chegar a um ponto em branco. Neste momento, alguma área dos blocos irá piscar em verde – então, basta tocar repetidamente nela para converter todos os seus blocos em azuis.